# Lielais Liepukalns
Der Lielais Liepukalns ist mit 289,3 m Höhe der dritthöchste Berg Lettlands und der höchste Berg im Latgale-Hochland.

## Geographie und Geologie
Der Lielais Liepukalns liegt in den Rāznava-Hügeln des Latgale-Hochlandes im Bezirk  Rēzekne, eine 64 m tiefe Senke trennt ihn von 700 m entfernten Dzierkali, dem fünfthöchsten Berg Lettlands, die kleine Ortschaft Dubuli, Teil der Gemeinde Kaunate liegt 3 km im Südwesten. Die nächstgrößere Stadt Daugavpils ist knapp 100 km entfernt. Zum Berg gelangt man am schnellsten über die Landesstraße P55 Rēzekne – Dagda.
Geologisch ist Lielais Liepukalns Teil des Baltischen Schildes und besteht hauptsächlich aus Sedimentgesteinen, die während des Ordoviziums und des Silur-Zeitalters abgelagert wurden. Diese Sedimentgesteine umfassen Kalksteine, Dolomite und Sandsteine, die sich aus Ablagerungen von Meeresablagerungen während dieser geologischen Epochen gebildet haben. Diese Gesteine können oft Fossilien enthalten, die einen Einblick in die vergangene marine Umwelt bieten. 

## Tourismus
Der Gipfel des Bergs ist von einem Parkplatz etwas außerhalb von Dubili über einen ca. 900 m langen Wanderweg relativ gut erreichbar. Auf dem Gipfel befindet sich ein 34 m hoher Turm aus einer Holzkonstruktion, der Turm ist der höchste hölzerner Aussichtsturm in Lettland.

## Naturschutz
1977 wurde der Berg und seine Umgebung Teil eines Naturschutzgebietes Mit der Einrichtung des Nationalparks Rāzna kam das gesamte Gebiet zum Nationalpark.